# Мілад Карімі
Мілад Карімі (англ. Milad Karimi, 21 червня 1999, Алмати, Казахстан) — казахстанський гімнаст. Учасник Олімпійських ігор в Токіо, Японія. Призер чемпіонату Азії та літньої Універсіади. Майстер спорту міжнародного класу Казахстану.

## Біографія
Батько - іранець, який переїхав на постійне місце проживання до Алмати, Казахстан. Мати - росіянка.
Закінчив алматинську спеціалізовану юнацьку школу олімпійського резерву. Здобув освіту тренера в Казахській академії спорту та туризму.

## Спортивна кар'єра
У трирічному віці разом з батьками відвідував змагання зі спортивної гімнастики двоюрідної сестри, де активного Мілада помітив тренер Тагір Резванович Кашкулі, який вмовив мати віддати сина до спортивної секції тренуватися безкоштовно.

#### 2018
У лютому на кубку світу в Мельбурні, Австралія, під час виконання вправи на паралельних брусах впав та зламав руку в трьох місцях. Операцію в Австралії, що коштувала $15тис., покрила страховка. Не мав можливості повернутися в Казахстан, тому змушений був жити в тренера з Узбекистану, який прихистив його на час операції та післяопераційного відновлення. Лікарі рекомендували рік утримуватись від навантаження, однак Мілад одразу почав відновлення.
Через чотири місяці виступав на чемпіонаті Казахстану, де здобув срібло у вільних вправах.

#### 2020
На чемпіонаті світу в Штутгарті, Німеччина, в багатоборстві продемонстрував 21 результат, який дозволив здобути особисту ліцензію на Олімпійські ігри в Токіо.

### Результати на турнірах
| Рік  | Змагання                    | КБ | ІБ | Вільні вправи | Кінь | Кільця | Опорний стрибок | Паралельні бруси | Перекладина |
| ---- | --------------------------- | -- | -- | ------------- | ---- | ------ | --------------- | ---------------- | ----------- |
| 2017 | Чемпіонат Азії              |    | 5  | 6             |      |        |                 | 7                | 3           |
| 2017 | Чемпіонат світу             |    |    | 9             |      |        |                 |                  |             |
| 2018 | Азійські ігри               | 6  |    | 5             |      |        |                 |                  | 8           |
| 2018 | Кубок світу. Котбус         |    |    |               |      |        | 5               |                  |             |
| 2018 | Чемпіонат світу             | 16 |    |               |      |        |                 |                  |             |
| 2019 | Кубок світу. Мельбурн       |    |    |               |      |        | 8               |                  | 8           |
| 2019 | Кубок світу. Баку           |    |    | 7             |      |        |                 |                  |             |
| 2019 | Кубок світу. Доха           |    |    |               |      |        |                 |                  | 8           |
| 2019 | Чемпіонат Азії              |    |    | 2             |      |        | 3               |                  |             |
| 2019 | Кубок світу. Котбус         |    |    | 8             |      |        |                 |                  |             |
| 2019 | Чемпіонат світу             | 16 | 21 |               |      |        |                 |                  |             |
| 2020 | Кубок світу. Мельбурн       |    |    | 3             |      |        | 4               | 7                | 2           |
| 2021 | Кубок світу. Доха           |    |    | 5             | 5    |        | 7               | 4                | 3           |
| 2021 | Олімпійські ігри            |    | 14 | 5             |      |        |                 |                  | 8           |
| 2021 | Кубок виклику в Мерсіні     |    |    |               |      |        | 2               |                  | 7           |
| 2021 | Чемпіонат світу             |    | 16 | 7             | 79   | 63     | 29              | 16               | 5           |
| 2022 | Кубок світу в Котбусі       |    |    | 5             |      |        | 4               | 13               | 8           |
| 2022 | Кубок світу в Досі          |    |    | 4             |      |        |                 | 2                | 18          |
| 2022 | Кубок світу в Баку          |    |    | 2             | 27   |        | 4               | 5                | 29          |
| 2022 | Чемпіонат Азії              | 5  | 10 |               |      |        |                 | 4                | 3           |
| 2022 | Ісламські ігри солідарності | 3  | 4  | 4             | 8    |        |                 | 4                | 2           |
| 2022 | Кубок виклику в Сомбатхеї   |    |    | 2             |      |        |                 |                  | 13          |
| 2022 | Чемпіонат світу             | 18 |    | 8             | 86   |        |                 |                  | 19          |
| 2023 | Кубок світу в Котбусі       |    |    | 7             |      |        |                 | 16               | 13          |
| 2023 | Кубок світу в Досі          |    |    | 14            |      |        |                 | 6                | 6           |
| 2023 | Кубок світу в Баку          |    |    | 1             |      |        |                 | 31               | 13          |
| 2023 | Кубок світу в Каїрі         |    |    | 6             |      |        |                 | 9                | 31          |
| 2023 | Універсіада                 | 5  | 5  | 2             |      |        | 3               |                  | 1           |
| 2023 | Чемпіонат світу             | 18 | 5  | 3             | 97   | 60     |                 | 31               | 4           |
| 2024 | Олімпійські ігри            |    | 24 | 5             |      |        |                 |                  |             |

## 5Примітки
1. 1 2  KARIMI Milad - FIG Athlete Profile. www.gymnastics.sport. Архів оригіналу за 24 липня 2021. Процитовано 24 липня 2021.
2. ↑  Не мог ни есть, ни спать, ни двигаться. Как Милад Карими после страшной травмы вернулся в спорт | МИКС Tengrinews.kz. Mix.tn.kz (рос.). Архів оригіналу за 24 липня 2021. Процитовано 24 липня 2021.
3. ↑  2021 Mersin Challenge Cup | Event Finals Live Blog. The Gymternet (англ.). 12 вересня 2021. Архів оригіналу за 12 вересня 2021. Процитовано 12 вересня 2021.